# Национальный союз оппозиции (1966)
Национальный союз оппозиции (исп. Unión Nacional Opositora) — коалиция политических партий в Никарагуа, цель которой было свержение диктатора Анастасио Сомоса Дебайле. В коалицию вошли Консервативная партия, Независимая либеральная партия, Социально-христианская партия, Социалистическая партия и Коммунистическая партия (однако Фернандо Агуеро поддерживал включение в коалицию только независимых либералов и социальных христиан и не акцептировал социалистических партий). Основателями были Фернандо Агуеро Роча (исп. Fernando Agüero Rocha; кандидат в президенты) и Педро Хоакин Чаморро Карденаль (исп. Pedro Joaquín Chamorro Cardenal; редактор газеты Ла Пренса). Слоганами коалиции были «Хватит!» (¡Basta ya!), «Сомозе болье никогда власти» (No más Somoza en el poder) и т. д.
22 января 1967 года Национальный союз оппозиции организовал массовую демонстрацию в столице Манагуа в поддержку кандидатуры Агуеро, но на авеню Рузвельта национальные гвардейцы расстреляли демонстрацию из винтовок M1 Garand, при чём погибли не менее 500 человек.
После поражения Национального союза оппозиции в нечестных выборах, Агуеро подписал пакт с Сомосой, согласно с котором квота консерваторов в парламента была повышена до 40 % и с 1972 по 1974 страной должны были управлять 2 сомосистов и Агуеро. Многие консерваторы и остальные оппозиционеры воспринимали пакт как предательство.